# Otwin van Dijk
Otwin Evert Theodoor van Dijk (Rhenen, 22 april 1975) is een Nederlands jurist, politicus en bestuurder. Hij is lid van de PvdA. Sinds 1 maart 2024 is hij voorzitter van de raad van bestuur van het Slingeland Ziekenhuis. Van 8 juli 2016 tot 1 maart 2024 was hij burgemeester van Oude IJsselstreek. Van 20 september 2012 tot 6 juli 2016 was hij Tweede Kamerlid.  

## Loopbaan
Van Dijk studeerde van 1995 tot 2000 Nederlands recht aan de Katholieke Universiteit Nijmegen met een specialisatie in staats- en bestuursrecht. Na zijn studie werd hij in 2000 beleidsadviseur openbare orde en veiligheid bij de gemeente Nijmegen.
Namens de PvdA was Van Dijk van 1998 tot 2004 Van Dijk gemeenteraadslid van Duiven. Van 2005 tot 2012 was hij namens de PvdA wethouder van onder meer economische zaken, welzijn & zorg (WMO), sociale zaken, volksgezondheid, minderheden, wijkwerk, burgerparticipatie & communicatie, arbeidsmarktbeleid en werkgelegenheid in Doetinchem. Van 20 september 2012 tot 6 juli 2016 was hij voor de PvdA Tweede Kamerlid. In de Tweede Kamer hield hij zich bezig met onder meer langdurige zorg, PGB, AWBZ en WMO.
Op 8 juli 2016 werd hij burgemeester van Oude IJsselstreek. In de DRU Cultuurfabriek in Ulft hield hij zijn installatiespeech. Per 1 maart 2024 stopte Van Dijk als burgemeester van Oude IJsselstreek en werd hij voorzitter van de raad van bestuur van het Slingeland Ziekenhuis in Doetinchem.

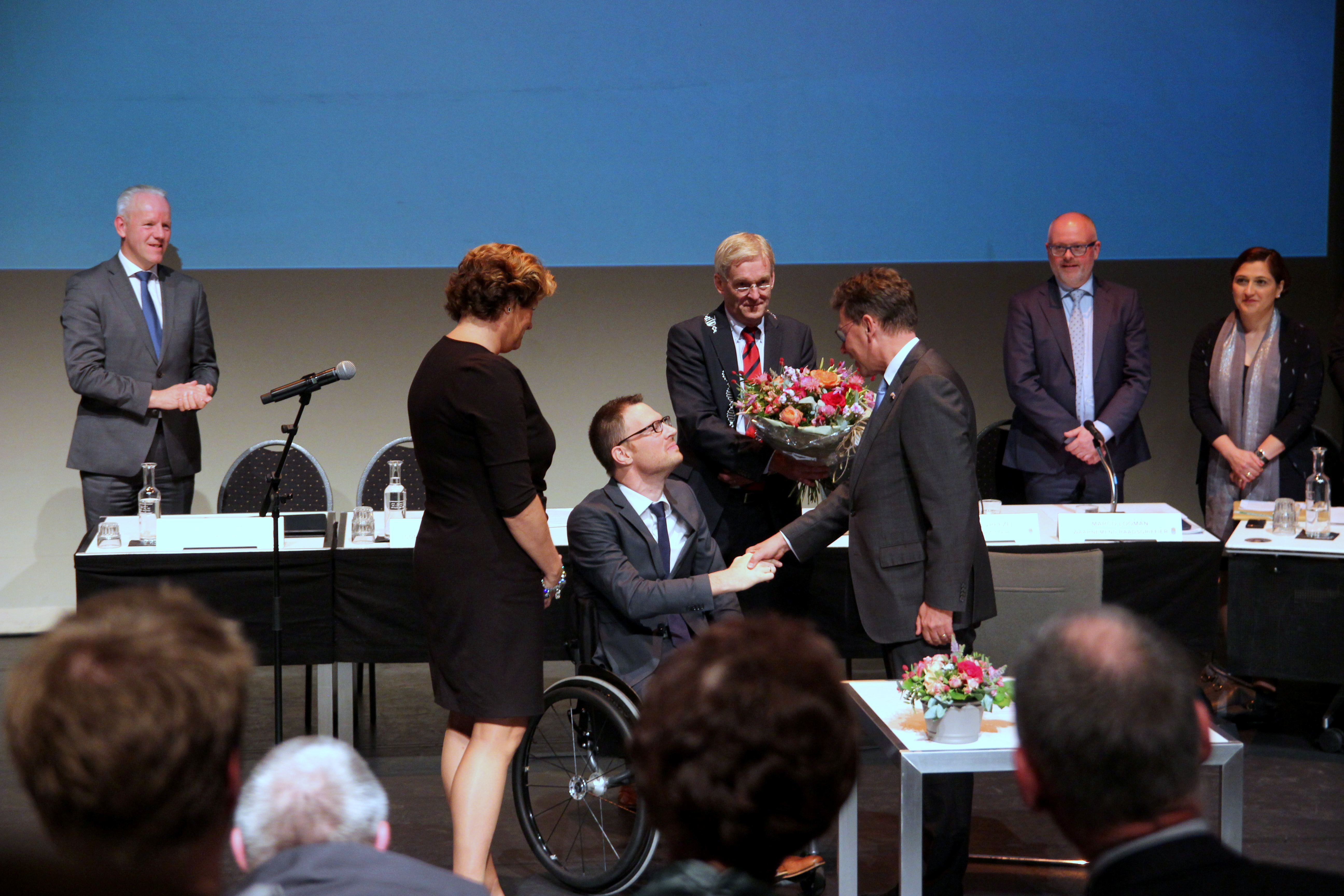
Van Dijk bij de benoeming als burgemeester van Oude IJsselstreek, 2016 in de DRU

## Nevenfuncties
Van Dijk werd voorzitter van de raad van toezicht van de Patiëntenfederatie Nederland, voorzitter van Stichting Nederlands Keurmerk voor Toegankelijkheid, ambassadeur van Achterhoek in Beweging en initiatiefnemer van Scholder an Scholder.
Verder werd Van Dijk voorzitter van de werkveldcommissie Urban Studies van Hogeschool Saxion, lid van de raad van advies van ECIO (Expertisecentrum Inclusief Onderwijs, voorheen Handicap en Studie) en Diversiteit in Bedrijf (SER), voorzitter van de normcommissie Toegankelijkheid van Gebouwen (NEN) en voorzitter van de permanente werkgroep Ledendemocratie van de PvdA.
Van 2009 tot 2012 was hij voorzitter van de landelijke stuurgroep Alles Toegankelijk, een initiatief van overheid, bedrijfsleven en zorginstellingen om producten en diensten voor iedere Nederlander toegankelijk te maken. In het verleden was Van Dijk onder meer voorzitter van de programmaraad van het kenniscentrum langdurige zorg Vilans en ambassadeur van Wij Staan Op!

## Privéleven
Van Dijk is gehuwd. Sinds hij in de zomer van 1993 tijdens een vakantie in Oostenrijk op zijn 18e een nekwervel brak tijdens een duik in een bergmeer gebruikt hij een rolstoel.
- Parlement.com: vj2tajxtu2uo